# Ints Ķuzis
Ints Ķuzis (ur. 4 maja 1962 w Tukums, zm. 9 sierpnia 2022) – łotewski policjant, polityk i prawnik. Komendant główny Policji Państwowej w latach 2011–2020, od 2020 roku do śmierci radny Rygi.

## Życiorys
Urodzony w 1962 roku w Tukums. Uczył się w szkole z internatem w Kandavie, wykształcenie średnie zdobył w Jełgawie. W młodości był członkiem Komsomołu i uprawiał sport. Służbę w Armii Radzieckiej odbył w obwodzie chersońskim Ukraińskiej SRR.
W 1982 roku rozpoczął pracę w milicji w rodzinnym Tukums. Następnie ukończył szkołę milicyjną w Rydze jako inspektor dochodzeniowo-śledczy. W 1985 roku ukończył średnią szkołę milicyjną ze stopniem porucznika, a w 1991 roku wyższą szkołę milicyjną w Mińsku, gdzie uzyskał wyższe wykształcenie prawnicze. W międzyczasie w 1989 roku został szefem wydziału kryminalnego w Tukums.
W 1996 roku Ķuzis został szefem policji w Tukums. Po trzech latach otrzymał stanowisko zastępcy szefa wydziału dochodzeń kryminalnych w Rydze. W 2003 roku został szefem Policji Kryminalnej w Rydze, a po reorganizacji struktury Policji Państwowej – szefem Policji Kryminalnej Zarządu Regionalnego w Rydze. W 2005 roku uzyskał tytuł magistra prawa na Łotewskiej Akademii Policyjnej oraz stopień pułkownika. W 2008 roku rozpoczął pracę jako szef Wydziału Okręgowego Policji Państwowej w Rydze oraz otrzymał awans na generała policji.
Po napadzie na salon gier w Jēkabpils 25 stycznia Ķuzis został zawieszony na czas śledztwa. Decyzję tę wydała minister spraw wewnętrznych Linda Mūrniece, która otwarcie krytykowała pracę Ķuzisa. 2 sierpnia 2011 roku Ķuzis został powołany na komendanta głównego Policji Państwowej.
15 stycznia 2020 roku po blisko 40 latach służby Ķuzis ogłosił decyzję o odejściu z Policji Państwowej, a 10 lutego przestał pełnić obowiązki komendanta głównego. 19 lutego 2020 roku ogłoszono, że Ints Ķuzis będzie kandydatem w przyspieszonych wyborach do Rady Miejskiej Rygi. W wyborach uzyskał mandat radnego, a 14 września dołączył do partii Jedność.
Ints Ķuzis zmarł 9 sierpnia 2022 roku.
2 listopada 2011 roku został odznaczony Orderem Westharda I stopnia za zasługi dla Łotwy.